# Museo Seicho Matsumoto
El Museo Seicho Matsumoto es un museo literario con sede en Kitakyushu, Japón. Está dedicado a Seicho Matsumoto, quien pasó la primera mitad de su vida en Kitakyushu y se encuentra cerca del Castillo Kokura.

## Información general
Inaugurado en 1998, el museo exhibe paneles gráficos para presentar una colección de obras de Seicho Matsumoto y artículos relacionados (sus manuscritos, cartas, objetos favoritos, etc.). Su sala de estudio, biblioteca y sala de recepción, llamada "El castillo del pensamiento y la creación", también se exhiben allí. Fueron trasladados de su residencia en el distrito Suginami de Tokio, donde pasó la segunda mitad de su vida. Además de estas exposiciones permanentes, a menudo se realizan exhibiciones especiales sobre Seicho Matsumoto.
El museo también es un centro de investigación en Seicho Matsumoto y publica revistas de investigación cada año. Ganó el premio Kan Kikuchi en 2008 por la actividad de investigación.

## Arquitectura
- Construcción: edificio de dos pisos
- Plan de construcción: Tadanaga Miyamoto (宮本忠長) Architect and Associates[4]
- Área de construcción: 1,583.50m²
- Área total: 3,391.69m²